# Shefa-'Amr
Shefa-'Amr (tiếng Hebrew: שפרעם, tiếng Ả Rập: عمرو) là một thành phố Israel. Thành phố thuộc quận Bắc. Thành phố có diện tích 19,766 km2, dân số năm 2009 là 36.200 người.